# Anton Ackermann
Anton Ackermann, właściwie Eugen Hanisch (ur. 25 grudnia 1905 w Thalheim/Erzgeb., w Saksonii, zm. 4 maja 1973 w Berlinie) – niemiecki komunista, działacz Socjalistycznej Partii Jedności Niemiec (SPJN, niem. Sozialistische Einheitspartei Deutschlands – SED), kandydat na członka Biura Politycznego Komitetu Centralnego SPJN.

## Życiorys

### Republika Weimarska
Ackermann, syn pończosznika, po ukończeniu szkoły ludowej pracował jako robotnik oraz pończosznik. Działał także aktywnie w Wolnej Młodzieży Socjalistycznej (niem. Freie Sozialistische Jugend – FSJ), a w latach 1920–1928 w Komunistycznym Związku Młodych Niemiec (niem. Kommunistischer Jugendverband Deutschlands – KJVD). W 1926 wstąpił do Komunistycznej Partii Niemiec (niem. Kommunistische Partei Deutschlands – KPD).
W latach 1929–1931 uczęszczał do Międzynarodowej Szkoły Leninowskiej (ros. Международная ленинская школа – МЛШ) w Moskwie, gdzie do 1933 kontynuował naukę na aspiranturze. Następnie pracował w Międzynarodówce Komunistycznej. Był bliskim współpracownikiem Fritza Heckerta oraz Wilhelma Piecka, późniejszego prezydenta NRD. Tam poznał także Elli Schmidt, z którą w latach 1935–1949 pozostawał w związku małżeńskim.

### III Rzesza
Po przejęciu władzy przez nazistów Ackermann w latach 1933–1935 pracował nielegalnie dla KPD w Berlinie, m.in. jako sekretarz Johna Schehra. W 1935 wyemigrował do Pragi, gdzie mieszkał do 1937. Podczas hiszpańskiej wojny domowej pełnił w latach 1937–1938 obowiązki kierownika szkoły politycznej Brygad Międzynarodowych w Draveil, w departamencie Essonne. Po pobycie w Paryżu wyjechał w 1940 do Moskwy, gdzie od 1941 redagował gazetę „Wolne Słowo” (niem. „Das freie Wort”) i pracował wśród niemieckich jeńców wojennych. Był także jednym z założycieli Komitetu Narodowego „Wolne Niemcy” (niem. Nationalkomitee „Freies Deutschland” – NKFD). W latach 1941–1945 kierował rozgłośnią radiową „Wolne Niemcy” (niem. „Freies Deutschland”). W 1945 odznaczony został Orderem Czerwonej Gwiazdy.

### Radziecka strefa okupacyjna w Niemczech
W maju 1945, za zgodą Radzieckiej Administracji Wojskowej w Niemczech (niem. Sowjetische Militäradministration in Deutschland – SMAD), przybył wraz z Walterem Ulbrichtem, Wilhelmem Pieckiem i Franzem Dahlemem do Berlina, aby odtworzyć struktury KPD w radzieckiej strefie okupacyjnej w Niemczech (niem. Sowjetische Besatzungszone – SBZ). Stanął na czele grupy, której powierzono odbudowę partii w Saksonii. Pisał w związku z tym wiele dokumentów o charakterze programowym dla KPD i SPJN. Był autorem projektu oraz jednym z sygnatariuszy odezwy KPD z 11 czerwca 1945. Na wiosnę 1946 Ackermann opublikował esej pt. Czy istnieje szczególna niemiecka droga do socjalizmu ? (niem. Gibt es einen besonderen deutschen Weg zum Sozialismus?) – bronił on w nim tezy, że socjalizm w Niemczech może zostać zbudowany bez poprzedzającej go dyktatury proletariatu. Ackermann odegrał również bardzo ważną rolę w zjednoczeniu Socjaldemokratycznej Partii Niemiec (niem. Sozialdemokratische Partei Deutschlands – SPD) z KPD, w wyniku czego powstała SPJN, a także wspólnie z socjaldemokratami zredagował Zasady i cele SPJN (niem. Grundsätze und Ziele der SED). Na 15. Zjeździe KPD (19–20 kwietnia 1946), bezpośrednio poprzedzającym zjednoczeniu z SPD, podjął się zadania dokonania krytycznej oceny walki ideologicznej, jaką partia ta prowadziła od 1933, w związku z czym zwrócił uwagę na katastrofalne w skutkach niedocenienie przez komunistów potencjału narodowego socjalizmu.
Na I Zjeździe SPJN (21–22 kwietnia 1946) Ackermann powołany został do Zarządu oraz Centralnego Sekretariatu SPJN. W latach 1946–1950 deputowany do saskiego Landtagu. Kiedy w 1948 Federacyjna Ludowa Republika Jugosławii pod przywództwem Josipa Broza-Tity została potępiona przez Józefa Stalina, a Związek Komunistów Jugosławii wykluczony z Kominformu, Ackermann zmuszony był odwołać tezy zawarte w eseju Czy istnieje szczególna niemiecka droga do socjalizmu ?.

### NRD
Od 1949 kandydat na członka Biura Politycznego Zarządu SPJN, a od 1950 do 1953 (po zmianach organizacyjnych w partii) kandydat na członka Biura Politycznego Komitetu Centralnego SPJN. W latach 1949–1953 sekretarz stanu w Ministerstwie Spraw Zagranicznych NRD (Ministerium für Auswärtige Angelegenheiten der DDR - MfAA). Od 1950 do 1954 deputowany do Izby Ludowej (niem. Volkskammer). W latach 1951–1952 pierwszy szef wywiadu politycznego NRD - kierownik „Instytutu Badań Naukowych” (niem. Institut für wissenschaftliche Forschung – IWF). W 1953 przez krótki okres, jako następca Georga Dertingera, minister spraw zagranicznych. W tym samym roku na skutek poparcia, jakiego udzielił Wilhelmowi Zaisserowi, utracił zajmowane przez siebie stanowiska, rok później został usunięty z KC SPJN. W 1956 zrehabilitowany.
Współpracownik Paula Wandela, ministra oświaty ludowej i młodzieży (głównie w zakresie przygotowań do utworzenia Ministerstwa Kultury). W latach 1954–1958 stał na czele Głównego Zarządu Kinematografii (niem. Hauptverwaltung Film – HV Film) w Ministerstwie Kultury, od 1958 szef Wydziału Kultury i Oświaty Państwowej Komisji Planowania (niem. Staatliche Plankommission – SPK), a w latach 1960–1961 zastępca przewodniczącego SPK. Z racji sprawowanych funkcji był „skoszarowany” w partyjno-rządowym osiedlu kierownictwa NRD wokół Majakowskiring w Berlinie-Pankow. 
Od 1961 ciężko chory na raka (co spowodowało jego wycofanie się z polityki) popełnił 4 maja 1973 samobójstwo. Jego urna spoczęła w Miejscu Pamięci Socjalistów (niem. Gedenkstätte der Sozialisten) na Cmentarzu Centralnym „Friedrichfelde” (niem. Zentralfriedhof „Friedrichsfelde”) w Berlinie.

## Odznaczenia
- 1945 – Order Czerwonej Gwiazdy (ZSRR)
- 1957 – Srebrny Order Zasług dla Ojczyzny (NRD)
- 1965 – Złoty Order Zasług dla Ojczyzny
- 1970 – Honorowa Klamra do Złotego Orderu Zasług dla Ojczyzny

## Publikacje
- Der Kampf der KPD und die junge Generation, Moskwa 1936
- Die junge Generation[1], Praga 1936
- An die lernende und suchende deutsche Jugend. Deutschlands Weg zum Wiederaufstieg und zur Einheit, Berlin 1946
- Fragen und Antworten, Berlin 1946
- Religion und Politik. Offene Worte eines Marxisten an alle Christen, Berlin 1946
- Wo steht und wohin geht die SPD, Berlin 1947
- Marxistische Kulturpolitik, Berlin 1948
- Arbeiterklasse und Kultur, Weimar 1948
- Über die Wiedergeburt des deutschen Imperialismus und den nationalen Charakter unseres Kampfes, Berlin 1951